# Johnson (kompositör)

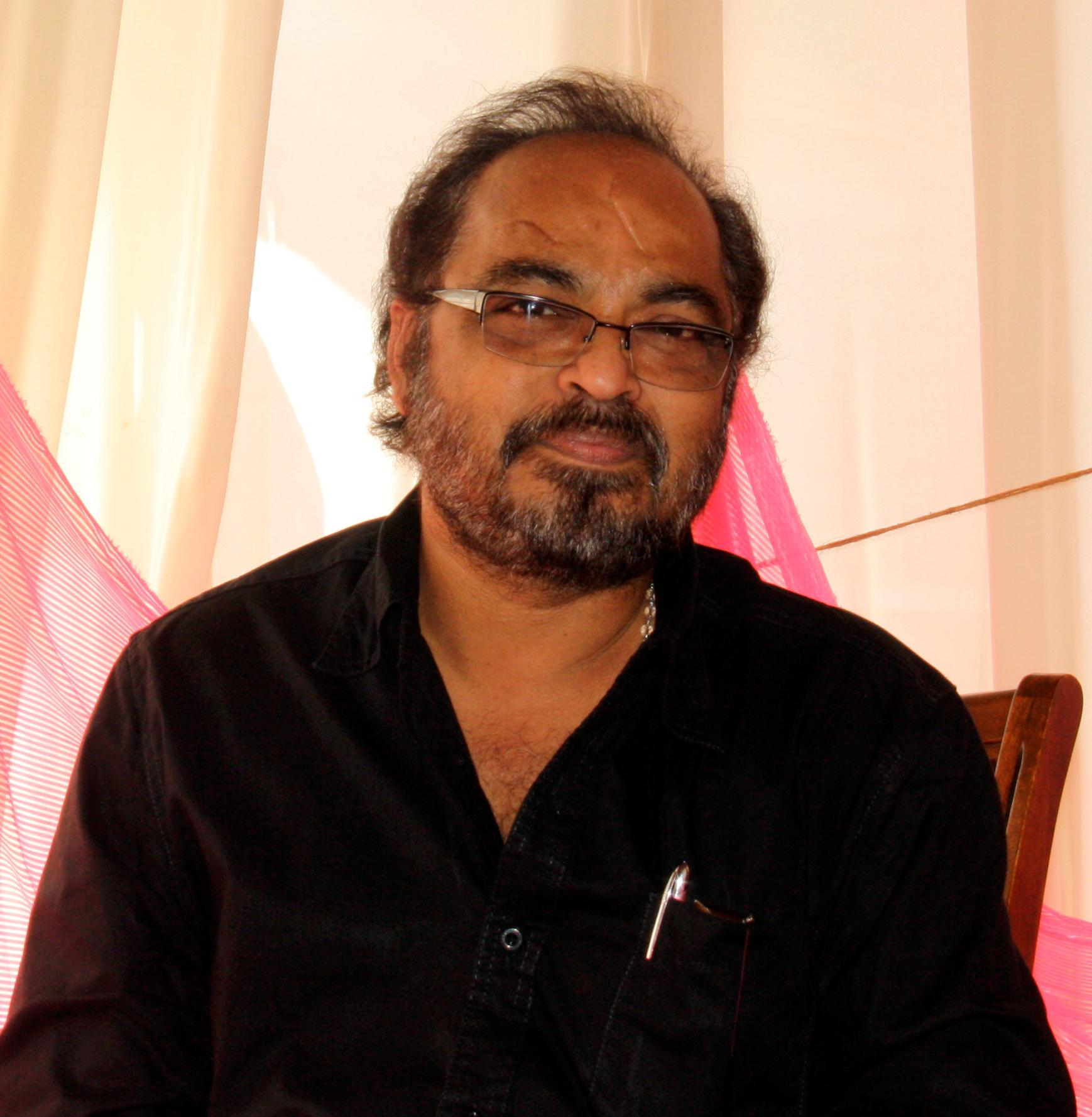
Johnson

Johnson, född 26 mars 1953 i Thrissur, död 18 augusti 2011 i Chennai, var en indisk filmmusikkompositör. Han komponerade musiken till över 300 filmer.
Johnson belönades med två nationella filmpriser och fem delstatliga filmpriser i Kerala.